# 欽烏鎮區
欽烏鎮區為緬甸實皆省瑞波縣的鎮區。2014年人口146,457人，區域面積1,043.8平方公里。欽烏為該鎮區之首府。

## 外部連結
- Maplandia World Gazetteer （页面存档备份，存于） - map showing the township boundary